# Джордж Мередіт
Джордж Мередіт (англ. George Meredith; 12 лютого 1828 Портсмут, Англія — 18 травня 1909, Боксхілл, Англія) — провідний англійський письменник вікторіанської епохи. З його численних романів найбільш відомий «Егоїст» (1879) — тонкий і іронічний психологічний аналіз душевних рухів англійського поміщика і його нареченої.

## Життєпис
Мередіт народився у Портсмуті, Англія. Його дід та батько були постачальниками амуніції для військово-морського флоту. Мати померла, коли йому тільки-но виповнилося п'ять років. У чотирнадцятирічному віці його відправили вчитися до Німеччини, до школи моравських братів у Нойвінді, де він провів два роки. Там він вивчав право та отримав адвокатське свідоцтво, проте залишив професію та присвятив себе журналістиці та літературі. У 1849 одружився з дочкою Томаса Пікока, англійського сатирика. Йому на той час був 21 рік, їй 28, і для неї це був уже другий шлюб.
У 1851 році вийшла книга його віршів, які до того публікувалися в періодичній пресі. Незабаром бурхливі події сталися у його особистому житті. 1858 року його залишила дружина, забравши з собою п'ятирічного сина і незабаром після цього померла. Ці події лягли основою його першого роману «Випробування Річарда Феверела» (1859).
У 1864 він одружується з Мері Вальям і поселяється в графстві Суррей, де в майбутньому відбуватиметься дія його знаменитого роману «Егоїст». Тут він продовжує писати романи, не залишаючи, проте, і поезії; частіше звертається до пейзажної лірики.
Одним з основних доходів письменника була робота як редактор у різних видавництвах. Він незмінно виступав з підтримкою молодих авторів-початківців. Так, він не тільки допоміг вперше опублікуватися Томасу Гарді, а й порадив пом'якшити багато різкостей його роману, що входив за тісні рамки вікторіанської моралі.
До кінця життя Мередіт став визнаним метром англійської літератури: після Тенісона він був президентом Товариства авторів; 1905 року був нагороджений Орденом Заслуг. У різний час його друзями були Алджернон Чарльз Суінберн, Джеймс Метью Баррі, Роберт Луїс Стівенсон, Джордж Гіссінґ.
Помер Мередіт в 1909 році у своєму будинку в Бокс-Хіллі (Суррей).